# Guarda Civil (Espanha)
A Guarda Civil (em castelhano:  Guardia Civil, em catalão:  Guàrdia Civil, em galego:  Garda Civil, em basco:  Guardia Zibila, popularmente chamada Benemérita) é o corpo nacional de Gendarmeria do Reino de Espanha, e é uma instituição de policiamento ostensivo e de investigações que faz parte das Forças e Corpos de Segurança de Espanha.
Como Corpo de Segurança do Estado, a Constituição da Espanha, no artigo 104, fixa-lhe a missão primordial de proteger o livre exercício dos direitos e liberdades dos cidadãos espanhóis e garantir a segurança dos cidadãos, estando sob dependência do governo do estado espanhol, que tem a prerrogativa de nomear o seu diretor. Desde a criação do corpo até à nomeação em 1986 do primeiro civil, Luis Roldán, todos os diretores da Guardia Civil eram generais do exército.

## Galeria

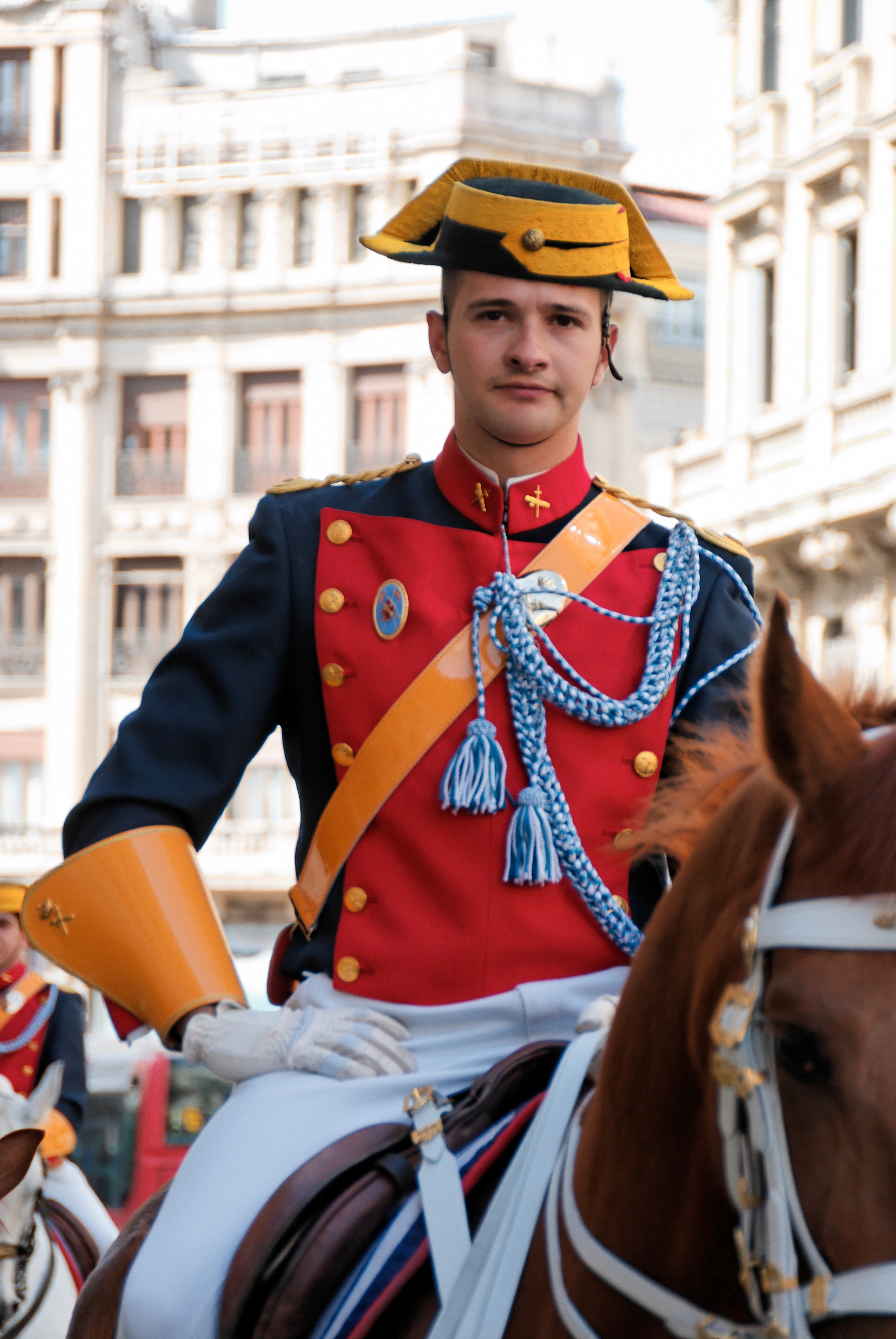
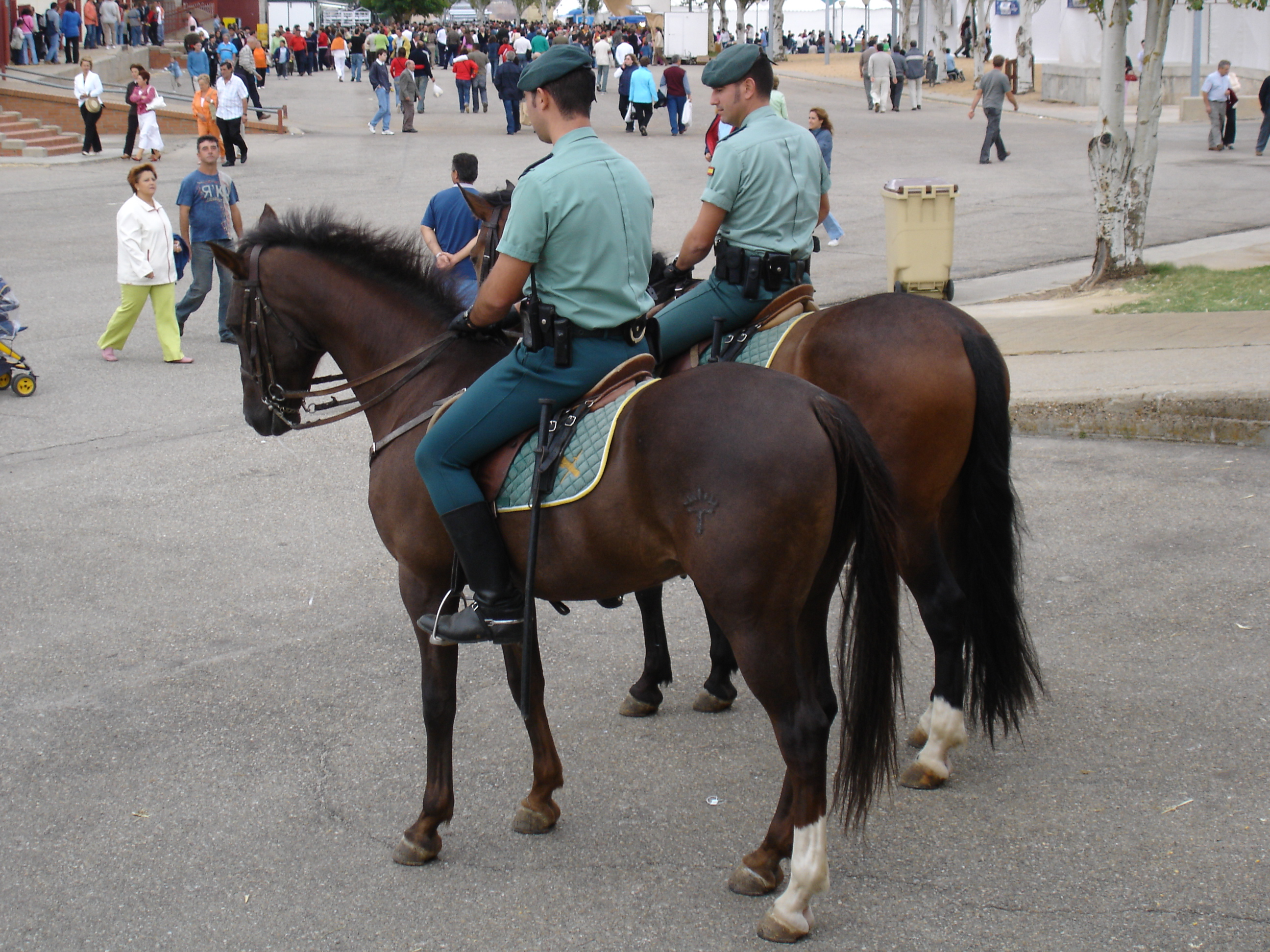
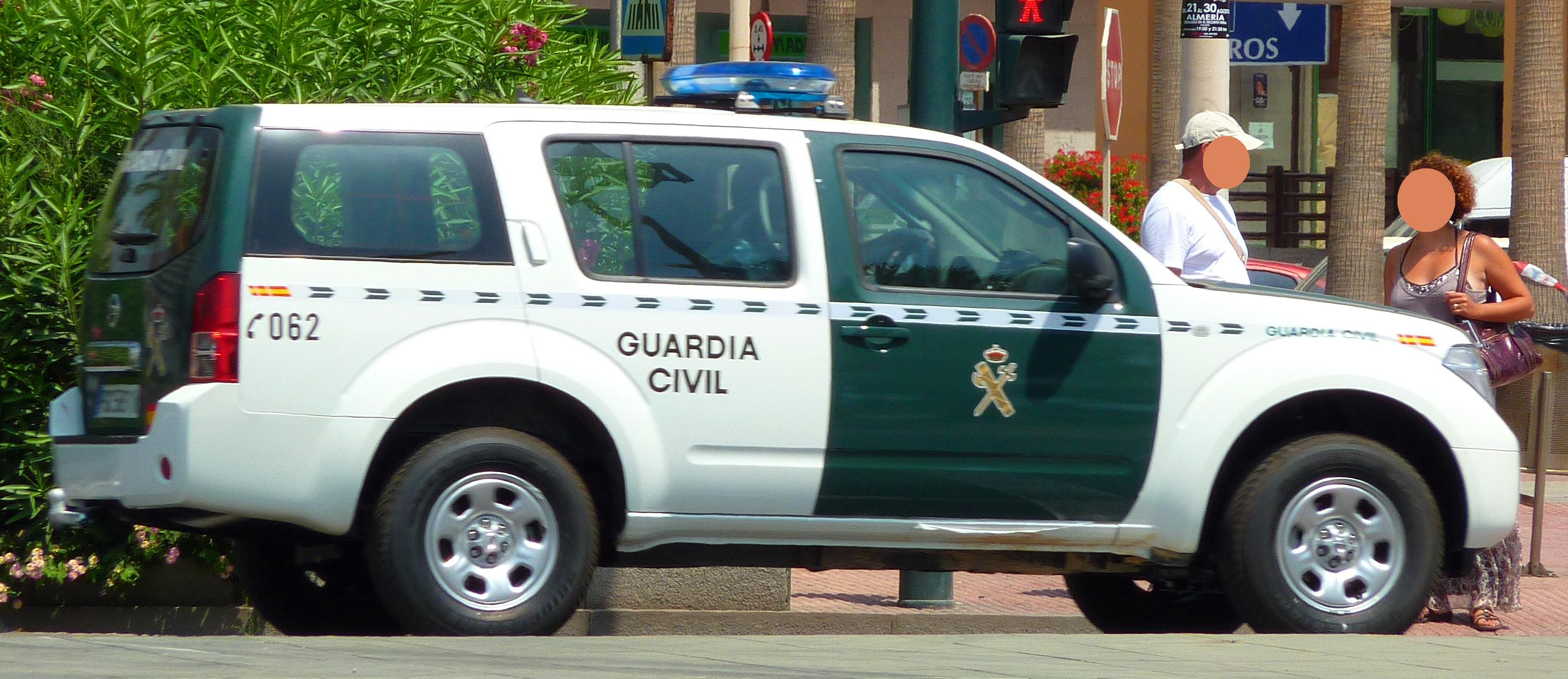
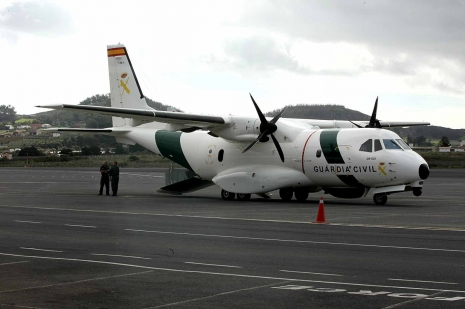